# Gamlegårdssjön
Gamlegårdssjön är en sjö i Laholms kommun i Halland och ingår i Lagans huvudavrinningsområde. Sjön har en area på 0,0601 kvadratkilometer och ligger 49,2 meter över havet.

## Delavrinningsområde
Gamlegårdssjön ingår i det delavrinningsområde (627003-133189) som SMHI kallar för Mynnar i Lagans vattendragsyta. Medelhöjden är 62 meter över havet och ytan är 40,58 kvadratkilometer. Det finns inga avrinningsområden uppströms utan avrinningsområdet är högsta punkten. Lillån som avvattnar avrinningsområdet har biflödesordning 2, vilket innebär att vattnet flödar genom totalt 2 vattendrag innan det når havet efter 11 kilometer. Avrinningsområdet består mestadels av skog (31 procent), öppen mark (10 procent) och jordbruk (50 procent). Avrinningsområdet har 0,62 kvadratkilometer vattenytor vilket ger det en sjöprocent på 1,5 procent. Bebyggelsen i området täcker en yta av 0,5 kvadratkilometer eller 1 procent av avrinningsområdet.